# Moctezuma (estación)
Moctezuma es una de las estaciones que forman parte del Metro de la Ciudad de México, perteneciente a la Línea 1. Se ubica en el oriente de la Ciudad de México, en la alcaldía Venustiano Carranza.

## Información general
El nombre de la estación proviene de la cercana colonia Moctezuma, llamada así en honor al antepenúltimo emperador Azteca Moctezuma II. Su emblema es una representación del Penacho de Moctezuma, perteneciente al Emperador Azteca Moctezuma Xocoyotzin, actualmente localizado en Viena, Austria.

### Remodelación
La estación fue clausurada el 11 de julio de 2022 debido a los trabajos de remodelación de la Línea 1 del Metro. El proyecto contemplaba inicialmente la reapertura de la estación en febrero de 2023. Durante la remodelación se habilitaron varias rutas de autobuses de RTP para suplir la demanda de transporte.
La estación fue reabierta el 29 de octubre de 2023, siete meses después de la fecha prevista. La reapertura incluyó que el acceso a la estación sólo se pudiera realizar mediante la tarjeta de movilidad integrada, retirando la posibilidad de ingresar mediante boleto.

## Afluencia
La siguiente tabla muestra la afluencia de la estación en los últimos 10 años:
| Afluencia Anual de Pasajeros | Afluencia Anual de Pasajeros | Afluencia Anual de Pasajeros | Afluencia Anual de Pasajeros | Afluencia Anual de Pasajeros | Afluencia Anual de Pasajeros |
| ---------------------------- | ---------------------------- | ---------------------------- | ---------------------------- | ---------------------------- | ---------------------------- |
| Año                          | Afluencia                    | A Diario                     | Ranking                      | Incremento                   | Ref.                         |
| 2024                         | -                            | -                            | -                            | -                            |                              |
| 2023                         | 700,729                      | 1,919                        | 183°/187                     | -77.40%                      | [ 5 ]                        |
| 2022                         | 3,100,000                    | 8,493                        | 127°/175                     | -30.90%                      | [ 6 ]                        |
| 2021                         | 4,486,218                    | 12,291                       | 63°/195                      | -5.85%                       | [ 7 ]                        |
| 2020                         | 4,764,721                    | 13,018                       | 63°/195                      | -40.81%                      | [ 8 ]                        |
| 2019                         | 8,050,035                    | 22,054                       | 75°/195                      | -5.41%                       | [ 9 ]                        |
| 2018                         | 8,510,790                    | 23,317                       | 64°/195                      | +9.13%                       | [ 10 ]                       |
| 2017                         | 7,798,657                    | 21,366                       | 77°/195                      | -8.76%                       | [ 11 ]                       |
| 2016                         | 8,547,315                    | 23,353                       | 70°/195                      | -7.23%                       | [ 12 ]                       |
| 2015                         | 9,213,638                    | 25,242                       | 56°/195                      | -4.44%                       | [ 13 ]                       |

## Conectividad

### Salidas
- Norte: Calzada Ignacio Zaragoza y Calle José Jasso, Colonia Moctezuma 1.ª sección.
- Sur: Calzada Ignacio Zaragoza esq. con 1.er. Retorno de Ignacio Zaragoza, colonia Jardín Balbuena.

### Conexiones
Existen conexiones con las estaciones y paradas de diversos sistemas de transporte:
- Líneas 4 y 5 del Metrobús.
- La estación cuenta con un CETRAM.